# 岗上积镇
岗上积镇，是中华人民共和国江西省抚州市东乡区下辖的一个乡镇级行政单位。

## 行政区划
岗上积镇下辖以下地区：
新乐村、清湖村、段溪村、水南村、坪塘村、王溪村、前桂村、东源村、后边村和上李村。